# Kwaterniony

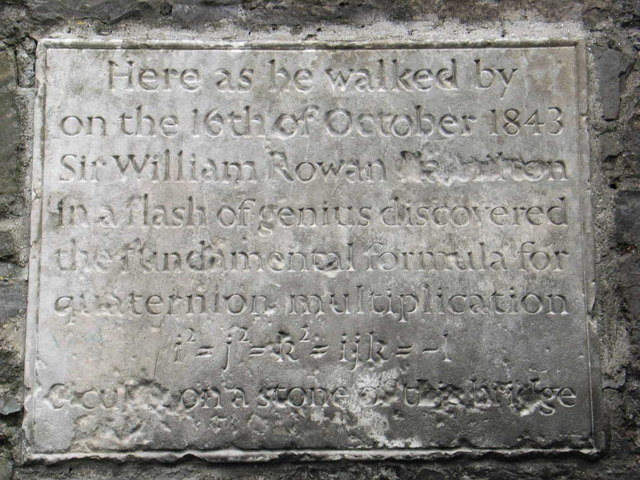
Tablica pamiątkowa na moście Broom Bridge, gdzie Hamilton wpadł na pomysł kwaternionów i wyrył ich równanie w kamieniu mostu

Kwaterniony, dawniej czwarki Hamiltona – struktura algebraiczna (liczby) będąca rozszerzeniem ciała liczb zespolonych, należąca do klasy zbiorów liczb hiperzespolonych. Kwaterniony zostały wprowadzone przez irlandzkiego matematyka Williama Hamiltona w 1843 i służyły opisowi mechaniki w przestrzeni trójwymiarowej. Początkowo kwaterniony były uważane za twór patologiczny, ponieważ nie spełniały reguły przemienności (należy mieć na uwadze, iż kwaterniony pojawiły się przed macierzami). Kwaterniony znajdują zastosowanie w matematyce teoretycznej, jak i stosowanej, zobacz sekcję Zastosowania.
Współczesna matematyka traktuje kwaterniony jako czterowymiarową, unormowaną algebrę z dzieleniem nad liczbami rzeczywistymi. Algebra kwaternionów jest oznaczana przez {\displaystyle \mathbb {H} } od pierwszej litery nazwiska twórcy. Zajmuje ona specjalne miejsce w algebrze, ponieważ zgodnie z twierdzeniem Frobeniusa jest jednym z trzech skończenie wymiarowych pierścieni z dzieleniem zawierających liczby rzeczywiste jako podpierścień.

## Konstrukcje
| × | e | i  | j  | k  |
| - | - | -- | -- | -- |
| e | e | i  | j  | k  |
| i | i | –e | k  | –j |
| j | j | –k | –e | i  |
| k | k | j  | –i | –e |

Jest kilka sposobów konstruowania kwaternionów.

### Kwaternion jako suma algebraiczna
Kwaterniony w tej konstrukcji mają postać:
{\displaystyle q=ae+bi+cj+dk,} gdzie: {\displaystyle a,b,c,d\in \mathbb {R} } zaś {\displaystyle e,i,j,k} to pewne obiekty (jednostki urojone) podobne do wartości {\displaystyle i} w liczbach zespolonych, gdyż zachodzi zależność {\displaystyle i^{2}=j^{2}=k^{2}=-1.}
Dodawanie i mnożenie kwaternionów, w postaci algebraicznej, wykonujemy jak na wielomianach czterech zmiennych {\displaystyle e,i,j,k,} przy czym mnożenie jednostek {\displaystyle e,i,j,k} z uwzględnieniem ich kolejności określa tabelka po prawej.
{\displaystyle e} jest to element neutralny, tak jak w przypadku innych struktur algebraicznych jak np. grup. Często nie uwzględniany w zapisie kwaternionu, dlatego {\displaystyle a\in \mathbb {R} } nazywa się czasami częścią rzeczywistą kwaternionu {\displaystyle q.}
Wtedy:
{\displaystyle i^{2}=j^{2}=k^{2}=-1,}
{\displaystyle ij=-ji=k,}
{\displaystyle ki=-ik=j,}
{\displaystyle jk=-kj=i.}

### Przykład
Niech
{\displaystyle x=2+3i+4k,}
{\displaystyle y=2+3j+2k.}
Wtedy
{\displaystyle x+y=4+3i+3j+6k,}
{\displaystyle {\begin{aligned}xy&=(2+3i+4k)(2+3j+2k)\\&=2(2+3j+2k)+3i(2+3j+2k)+4k(2+3j+2k)\\&=4+6j+4k+6i+9ij+6ik+8k+12kj+8k^{2}\\&=4+6j+4k+6i+9k+6(-j)+8k+12(-i)+8(-1)\\&=-4-6i+21k.\end{aligned}}}

### Kwaterniony jako macierze zespolone
Kwaterniony zdefiniowane są jako macierze z przestrzeni {\displaystyle M_{2\times 2}(\mathbb {C} )} postaci
{\displaystyle {\begin{bmatrix}z&w\\-{\overline {w}}&{\overline {z}}\end{bmatrix}},}
gdzie {\displaystyle z,w\in \mathbb {C} .}
Podstawowe własności:
- suma dwu kwaternionów jest kwaternionem:

{\displaystyle {\begin{bmatrix}z&w\\-{\overline {w}}&{\overline {z}}\end{bmatrix}}+{\begin{bmatrix}x&y\\-{\overline {y}}&{\overline {x}}\end{bmatrix}}={\begin{bmatrix}z+x&w+y\\-{\overline {(w+y)}}&{\overline {z+x}}\end{bmatrix}},}
- podobnie iloczyn dwu kwaternionów jest kwaternionem:

{\displaystyle {\begin{bmatrix}z&w\\-{\overline {w}}&{\overline {z}}\end{bmatrix}}\cdot {\begin{bmatrix}x&y\\-{\overline {y}}&{\overline {x}}\end{bmatrix}}={\begin{bmatrix}zx-w{\overline {y}}&zy+w{\overline {x}}\\-{\overline {(zy+w{\overline {x}})}}&{\overline {(zx-w{\overline {y}})}}\end{bmatrix}},}
- dla kwaternionu {\displaystyle q\neq 0} istnieje kwaternion odwrotny do {\displaystyle q} zadany wzorem:

{\displaystyle q^{-1}={\begin{bmatrix}z&w\\-{\overline {w}}&{\overline {z}}\end{bmatrix}}^{-1}={\frac {1}{|z|^{2}+|w|^{2}}}\cdot {\begin{bmatrix}{\overline {z}}&-w\\{\overline {w}}&z\end{bmatrix}}.}
- Macierz jednostkowa i zerowa

{\displaystyle {\begin{bmatrix}1&0\\0&1\end{bmatrix}},\;{\begin{bmatrix}0&0\\0&0\end{bmatrix}}}
są oczywiście kwaternionami.
- Należy zauważyć, że np.

{\displaystyle {\begin{bmatrix}i&0\\0&-i\end{bmatrix}}\cdot {\begin{bmatrix}0&1\\-1&0\end{bmatrix}}=\ -{\begin{bmatrix}0&1\\-1&0\end{bmatrix}}\cdot {\begin{bmatrix}i&0\\0&-i\end{bmatrix}},}
czyli mnożenie kwaternionów nie jest przemienne.
Z konstrukcji macierzowej bezpośrednio wynika izomorficzność tabelki mnożenia jednostek kwaternionu po prawej.
{\displaystyle {\begin{bmatrix}z&w\\-{\overline {w}}&{\overline {z}}\end{bmatrix}}={\begin{bmatrix}a+bi&c+di\\-c+di&a-bi\end{bmatrix}}=a{\begin{bmatrix}1&0\\0&1\end{bmatrix}}+b{\begin{bmatrix}i&0\\0&-i\end{bmatrix}}+c{\begin{bmatrix}0&1\\-1&0\end{bmatrix}}+d{\begin{bmatrix}0&i\\i&0\end{bmatrix}}.}
I wystarczy przyjąć oznaczenia:
{\displaystyle \mathbf {e} ={\begin{bmatrix}1&0\\0&1\end{bmatrix}},\quad \mathbf {i} ={\begin{bmatrix}i&0\\0&-i\end{bmatrix}},\quad \mathbf {j} ={\begin{bmatrix}0&1\\-1&0\end{bmatrix}},\quad \mathbf {k} ={\begin{bmatrix}0&i\\i&0\end{bmatrix}}.}

### Kwaternion jako para liczb zespolonych
W tej konstrukcji każdy kwaternion jest parą pewnych liczb zespolonych: {\displaystyle q=(z,w),} gdzie {\displaystyle z,w\in \mathbb {C} .} W tym zbiorze definiuje się działania:
- dodawanie

{\displaystyle (z,w)+(x,y)=(z+x,w+y),}
- mnożenie

{\displaystyle (z,w)\cdot (x,y)=(zx-w{\overline {y}},\ zy+w{\overline {x}}).}
Izomorficzność tej struktury z kwaternionami w postaci macierzowej wynika stąd, że zdefiniowana tu para liczb zespolonych jest pierwszym wierszem w macierzy definiującej kwaterniony, a pierwszy wiersz kwaternionu macierzowego jednoznacznie określa całą macierz.

### Kwaternion jako macierz rzeczywista
Innym sposobem zapisu macierzowego jest
{\displaystyle {\begin{bmatrix}\;\;a&\;\;b&-d&-c\\-b&\;\;a&-c&\;\;d\\\;\;d&\;\;c&\;\;a&\;\;b\\\;\;c&-d&-b&\;\;a\end{bmatrix}},\;{}} dla {\displaystyle a,b,c,d\in \mathbb {R} .}

## Własności algebraiczne kwaternionów
Własności algebraiczne wynikają z własności algebry macierzy zespolonych {\displaystyle M_{2\times 2}(\mathbb {C} ){:}}
- dodawanie kwaternionów jest łączne i przemienne, czyli {\displaystyle (q+r)+s=q+(r+s)} oraz {\displaystyle q+r=r+q,}
- mnożenie kwaternionów jest łączne, czyli {\displaystyle (qr)s=q(rs),} ale nie jest przemienne (np. {\displaystyle \mathbf {ij} \neq \mathbf {ji} }),
- zachodzą rozdzielności mnożenia względem dodawania, czyli
  - {\displaystyle q(r+s)=qr+qs,}
  - {\displaystyle (r+s)q=rq+sq,}
- każdy niezerowy element ma element odwrotny do siebie.

Zbiór kwaternionów z dodawaniem jako działaniem tworzy więc grupę abelową. Zbiór niezerowych kwaternionów z mnożeniem jest grupą nieabelową.
Ponieważ zachodzi rozdzielność obustronna mnożenia względem dodawania, kwaterniony z dwoma działaniami tworzą pierścień nieprzemienny z dzieleniem. Spełnione są więc wszystkie aksjomaty ciała z wyjątkiem przemienności {\displaystyle qr=rq.}

### Niektóre podstruktury
Ponieważ kwaterniony są uogólnieniem pewnych ciał liczbowych, można w nich zanurzyć te ciała:
- kwaterniony postaci {\displaystyle q=a+0\mathbf {i} +0\mathbf {j} +0\mathbf {k} ,a\in \mathbb {R} } można utożsamiać z liczbami rzeczywistymi,
- następujące zbiory kwaternionów możemy utożsamiać z ciałem liczb zespolonych:
  - {\displaystyle \{q=a+b\mathbf {i} :a,b\in \mathbb {R} \},}
  - {\displaystyle \{q=a+b\mathbf {j} :a,b\in \mathbb {R} \},}
  - {\displaystyle \{q=a+b\mathbf {k} :a,b\in \mathbb {R} \}.}

#### Grupa kwaternionów
Zbiór {\displaystyle \{\mathbf {e,-e,i,-i,j,-j,k,-k} \}} z mnożeniem tworzy grupę zwaną grupą kwaternionów i oznaczaną symbolem {\displaystyle Q_{8}} (od liczby elementów).

## Sprzężenie
Sprzężenie w kwaternionach jest funkcją określoną następująco:
dla postaci macierzowej:
{\displaystyle {\overline {\begin{bmatrix}z&w\\-{\overline {w}}&{\overline {z}}\end{bmatrix}}}={\begin{bmatrix}{\overline {z}}&-w\\{\overline {w}}&z\end{bmatrix}},}
dla postaci algebraicznej:
{\displaystyle {\overline {a\mathbf {e} +b\mathbf {i} +c\mathbf {j} +d\mathbf {k} }}=a\mathbf {e} -b\mathbf {i} -c\mathbf {j} -d\mathbf {k} ,}
dla postaci par liczb zespolonych:
{\displaystyle {\overline {(z,w)}}=({\overline {z}},-w).}
Własności sprzężenia
- {\displaystyle {\overline {q+r}}={\overline {q}}+{\overline {r}},}
- {\displaystyle {\overline {qr}}={\overline {r}}\cdot {\overline {q}},}
- {\displaystyle {\overline {\overline {q}}}=q.}

## Wyznacznik i moduł
Wyznacznik kwaternionu {\displaystyle q} definiuje wzór:
dla postaci macierzowej:
{\displaystyle \det q=\det {\begin{vmatrix}z&w\\-{\overline {w}}&{\overline {z}}\end{vmatrix}}=|z|^{2}+|w|^{2},}
dla postaci algebraicznej:
{\displaystyle \det q=\det(a\mathbf {e} +b\mathbf {i} +c\mathbf {j} +d\mathbf {k} )=a^{2}+b^{2}+c^{2}+d^{2},}
dla par liczb zespolonych:
{\displaystyle \det q=\det(z,w)=|z|^{2}+|w|^{2}.}
Oczywiście dla {\displaystyle q\neq 0}
{\displaystyle \det q>0.}
Moduł jest to pierwiastek z wyznacznika:
{\displaystyle |q|={\sqrt {\det q}}.}
Własności modułu kwaternionów:
- {\displaystyle |q|=|{\overline {q}}|=|-q|,}
- {\displaystyle q\cdot {\overline {q}}=|q|^{2}=\det q,}
- {\displaystyle |q\cdot r|=|q|\cdot |r|,}
- {\displaystyle |q+r|\leqslant |q|+|r|} (nierówność trójkąta).

## Geometryczna interpretacja mnożenia
Jak liczbę zespoloną tak i kwaternion można przedstawić w postaci sumy części rzeczywistej oraz urojonej {\displaystyle a+\mathrm {v} .} W tej postaci {\displaystyle a\in \mathbb {R} ,} zaś {\displaystyle \mathrm {v} \in \mathbb {R} ^{3}} jest wektorem trójwymiarowym. Wtedy iloczyn dwóch wektorów urojonych można wyrazić jako: {\displaystyle \mathrm {vw} =-(\mathrm {v} \cdot \mathrm {w} )+\mathrm {v} \times \mathrm {w} ,} a dwóch kwaternionów – jako: {\displaystyle (a+\mathrm {v} )(b+\mathrm {w} )=ab-(\mathrm {v} \cdot \mathrm {w} )+a\mathrm {w} +b\mathrm {v} +\mathrm {v} \times \mathrm {w} .}
We wzorach tych kropka oznacza iloczyn skalarny, a krzyżyk iloczyn wektorowy w przestrzeni trójwymiarowej.

## Obroty przestrzeni trójwymiarowej
Kwaterniony jednostkowe tworzą sferę jednostkową {\displaystyle S^{3}} w przestrzeni czterowymiarowej. Grupa ta jest blisko związana z grupą obrotów {\displaystyle SO(3)} przestrzeni trójwymiarowej. Przypiszmy mianowicie dowolnemu kwaternionowi {\displaystyle h} obrót {\displaystyle T_{h}} według wzoru:
{\displaystyle T_{h}(x)=hxh^{-1}.}
Wówczas:
- przekształcenie {\displaystyle T_{h}} jest obrotem w trójwymiarowej przestrzeni kwaternionów urojonych,
- przekształcenie {\displaystyle h\mapsto T_{h}} definiuje podwójne nakrycie grupy {\displaystyle SO(3)} przez sferę {\displaystyle S^{3},}
- jeśli wyrazimy kwaternion {\displaystyle h} w postaci wykładniczej {\displaystyle e^{va},} wtedy {\displaystyle T_{h}} jest obrotem wokół osi {\displaystyle v} kąt {\displaystyle 2a.}

## Zastosowania

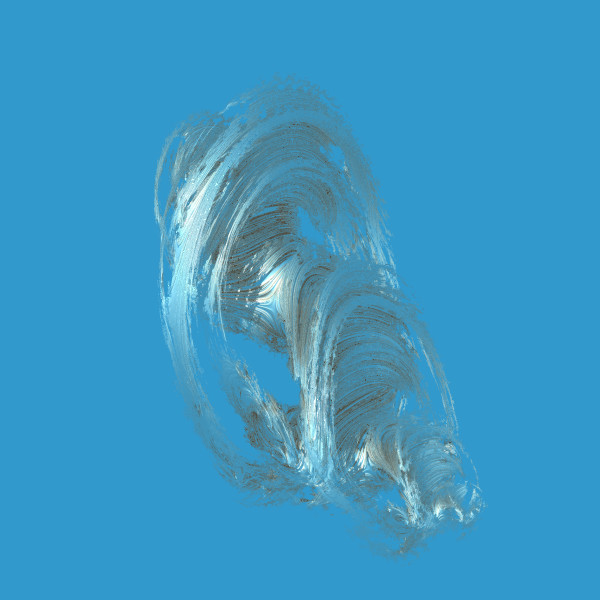
Zbiór Julii w przestrzeni kwaternionów

Kwaterniony są używane w grafice komputerowej do wykonywania obrotów w przestrzeni trójwymiarowej. Klasa obsługująca kwaterniony zdefiniowana jest w pakiecie DirectX. Klasy pozwalające wykonywać operacje na kwaternionach dostępne są również w OpenGL oraz wielu istniejących silnikach 3D. Części urojone kwaternionu służą do zdefiniowania płaszczyzny obrotu (opisują wektor prostopadły do płaszczyzny obrotu), część rzeczywista do określenia kąta obrotu. Zalety użycia kwaternionów to brak możliwości wystąpienia efektu Gimbal Lock (utraty stopnia swobody) oraz proste obliczeniowo metody służące interpolacji SLERP i LERP.
Ciekawym wizualnie zastosowaniem kwaternionów są wizualizacje rozszerzonych zbiorów Mandelbrota oraz Julii (fraktale w przestrzeni 3D), gdzie tworzy się przecięcie czterowymiarowej przestrzeni kwaternionów z hiperpłaszczyzną trójwymiarową.
Ich zastosowania w matematyce są jednak o wiele szersze.
Sam Hamilton używał kwaternionów do linearyzacji równań różniczkowych, m.in. w mechanice niebieskiej – obrót to pomnożenie przez stałe kwaterniony. Kwaternionów Hamiltona używa się do konstrukcji wiązek wektorowych w geometrii różniczkowej. Użyto ich też w teorii liczb do badania liczby przedstawień liczby naturalnej jako sumy czterech kwadratów liczb całkowitych (co akurat przydaje się w równaniach różniczkowych cząstkowych).
Uogólnionych algebr kwaternionów używa się w teorii liczb (ładne sformułowanie zasady lokalno-globalnej Minkowskiego-Hasse), geometrii algebraicznej (stożkowe jako rozmaitości Severi-Brauera); pojawiają się w teorii kohomologii Galois (kohomologii etalnych) jako elementy rzędu 2 w grupie Brauera ciała (słynne twierdzenie Merkurjewa z 1981 identyfikuje owe elementy rzędu dwa jako klasy iloczynów tensorowych uogólnionych algebr kwaternionów); algebraiczna K-teoria rzutowej krzywej stożkowej wyraża się przez algebraiczną K-teorię ciała współczynników i K-teorię odpowiedniej uogólnionej algebry kwaternionów. Ogólniej, R. Swan udowodnił w 1985, że algebraiczna K-teoria kwadryki rzutowej wyraża się przez algebraiczne K-teorie ciała i odpowiedniej algebry Clifforda, która jest albo algebrą macierzy nad iloczynem tensorowym uogólnionych algebr kwaternionów, albo iloczynem kartezjańskim dwóch takich algebr (macierzy).

## Literatura dodatkowa
- Garret Birkhoff, Saunders Mac Lane, Przegląd algebry współczesnej, Państwowe Wydawnictwo Naukowe, Warszawa 1963.
- Wacław Sierpiński: Arytmetyka teoretyczna. PWN, 1968. Brak numerów stron w książce